# Пфафф, Гюнтер
Гюнтер Пфафф (нем. Günther Pfaff; 12 августа 1939, Штайр, Верхняя Австрия — 10 ноября 2020, Гарстен, Верхняя Австрия) — австрийский гребец-байдарочник, выступал за сборную Австрии в период 1964—1976 годов. Участник четырёх летних Олимпийских игр, бронзовый призёр Олимпийских игр в Мехико, чемпион мира, бронзовый призёр чемпионата Европы, победитель многих регат национального и международного значения.

## Биография
Гюнтер Пфафф родился 12 августа 1939 года в городе Штайре.
В 1964 году в возрасте двадцати пяти лет прошёл отбор на летние Олимпийские игры в Токио — в одиночках на тысяче метрах финишировал в финале пятым, в то время как в четвёрках на тысяче метрах сумел дойти только до стадии полуфиналов.
Первого серьёзного успеха на взрослом международном уровне добился в 1966 году, когда попал в основной состав австрийской национальной сборной и побывал на чемпионате мира в Восточном Берлине, откуда привёз награду серебряного достоинства, выигранную в зачёте четырёхместных байдарок на дистанции 1000 метров. Год спустя выступил на чемпионате Европы в западногерманском Дуйсбурге, где стал бронзовым призёром среди четвёрок на десяти километрах.
Благодаря череде удачных выступлений удостоился права защищать честь страны на Олимпийских играх 1968 года в Мехико — в двойках на тысяче метрах вместе с напарником Герхардом Зайбольдом занял в финале третье место, уступив только экипажам из СССР и Венгрии, и завоевал тем самым бронзовую олимпийскую медаль, тогда как в четырёхместном экипаже, куда помимо Зайбольда вошли также гребцы Хельмут Хедигер и Курт Линдльгрубер, показал в финале лишь седьмой результат.
Став бронзовым олимпийским призёром, Пфафф остался в основном составе гребной команды Австрии и продолжил принимать участие в крупнейших международных регатах. Так, в 1970 году он отправился представлять страну на мировом первенстве в Копенгагене, где в паре с тем же Герхардом Зайбольдом дважды поднимался на пьедестал почёта: получил бронзу в двойках на пятистах метрах и золото в двойках на тысяче метрах. В следующем сезоне на чемпионате мира в югославском Белграде пытался защитить звание чемпиона в километровой дисциплине байдарок-двоек, однако на сей раз они с Зайбольдом пришли к финишу вторыми и вынуждены были довольствоваться серебряными наградами — их опередил немецкий экипаж Райнера Курта и Александра Слатнова.
Будучи одним из лидеров австрийской национальной сборной, Гюнтер Пфафф благополучно прошёл квалификацию на Олимпийские игры 1972 года в Мюнхене — в одиночках на тысяче метрах сумел дойти до полуфинала, в то время как в двойках в паре с Хельмутом Хедигером оказался на финише седьмым. Через четыре года выступил на Олимпиаде в Монреале, где, кроме того, нёс знамя Австрии на церемонии открытия, но на соревнованиях наград тоже не завоевал — на километре в одиночной дисциплине и в парной вместе с Хансом Петером Майром остановился на полуфинальных стадиях.
За выдающиеся спортивные достижения в 1996 году Пфафф награждён знаком I степени Почётного знака «За заслуги перед Австрийской Республикой».